# Szalamandra (teleregény)
A Szalamandra (eredeti cím: Corazón Insiste) 2011-es amerikai telenovella, amelyet Julio Jiménez alkotott. Ez a telenovella az 1998-as Yo AMO a Paquita Gallego feldolgozása. A főbb szerepekben Jencarlos Canela, Carmen Villalobos, Angélica María, Ana Layevska és Fabián Ríos látható.
Amerikában 2011. május 23-án a Telemundo, Magyarországon az RTL II 2012. október 1-jén mutatta be.

## Történet
Lola és Andres szerelme nem ismer határokat. A két ifjú úgy gondolta, az örökkévalóságig szeretik majd egymást, ezért úgy döntöttek, hogy Las Vegasba szöknek. E tettük egyértelmű lázadás volt Andres családja ellen, akik mindig is ellenezték a kapcsolatot. A szerelmesek legkevésbé sem sejtették, hogy döntésük életük legnagyobb szerencsétlenségét okozza. Andres apja cselt eszelt ki és végül Lolát börtönbe zárják. A lány végül több, mint öt évet tölt elzárva szerelmétől.
A bebörtönzött Lola megtanulta a túlélést lelki ereje segítségével. Fogsága alatt mindvégig megőrizte a reményt, hogy egyszer újra együtt lesznek Adresszel. Ekkor azonban még nem sejtette, hogy a sorsnak más tervei vannak vele.

## Szereplők
| Színész(nő)       | Szerepnév                                           | Megjegyzés | Magyar hangok      |
| ----------------- | --------------------------------------------------- | --- | ------------------ |
| Jencarlos Canela  | Andrés Suarez / Andrés Santacruz                    | Laura és Rodrigo fia, Daniel féltestvére, Débora volt férje, Diana volt szeretője, Chabelita édesapja, Lola szerelme/férje. | Dányi Krisztián    |
| Carmen Villalobos | María Dolores "Lola" Volcán de Suárez "Szalamandra" | Soledad és Tiberio lánya, Diógenes és Apolo özvegye, Ángel ex menyasszonya, Chabelita édesanyja, Andrés szerelme/felesége.  | Sánta Annamária    |
| Angélica María    | Isabel "Chabela" Volcán                             | Lola nagynénje | Szórádi Erika      |
| Ana Layevska      | Débora Noriega "Deboradora"                         | Ramón és Victoria lánya, Marcelo szeretője, Andrés volt felesége, Lola ellensége.                                           | Csifó Dorina       |
| Fabián Ríos       | Ángel Meléndez                                      | Lola volt vőlegénye, Tiberio volt bűntársa, Diana szeretője, Marquitos édesapja.                                            | Magyar Bálint      |
| Katie Barberi     | Victoria de Noriega                                 | Ramón özvegye, Déborah édesanyja, Soledad barátnője.                                                                        | Menszátor Magdolna |
| Carlos Torres     | Rodrigo Suarez                                      | rendőr, Andrés édesapja, szerelmes Soledad-ba.                                                                              | Sótonyi Gábor      |
| Carolina Tejera   | Diana Mirabal                                       | Ángel volt szeretője, Marquitos édesanyja, Andrés volt szeretője, Lola ellensége.                                           | Agócs Judit        |
| Roberto Mateos    | Tiberio Guzmán / Carlos González                    | Lola édesapja, szerelmes Soledad-ba.                                                                                        | Törköly Levente    |
| Rossana San Juan  | Soledad Volcán                                      | Lola édesanyja, Isabela testvére, Chabelita nagyanyja, szerelmes Rodrigo-ba.                                                | Törtei Tünde       |
| Carlos Ferro      | Camilo Andrade                                      | Andrés legjobb barátja, Sofía férje.                                                                                        | Gubányi György     |
| Cynthia Olavarría | Sofia Palacios de Andrade                           | Andrés és Daniel nagynénje, Laura testvére, szerette Rodrigó-t, Camilo felesége.                                            | Németh Borbála     |
| Paloma Márquez    | Adela "Adelita" Linares                             | Lola legjobb barátnője, szerelmes Daniel-be előtte pedig Fulgencio-ba.                                                      | Dögei Éva          |
| Jeannette Lehr    | María Etelvina Rengifo                              | szerelmes volt Diógenes-be, Lola barátnője                                                                                  | Illyés Mari        |
| Gerardo Murguía   | Marcelo Santacruz                                   | Daniel édesapja, Andrés nevelőapja, Andrés és Lola ellensége, Déborah volt szeretője, Tiberió volt bűntársa.                | Rosta Sándor       |
| Alejandro Suárez  | Diógenes Rugeles                                    | orvos, Lola első férje | Várdai Zoltán      |
| Elluz Peraza      | Laura Palacios de Santacruz                         | Andrés és Daniel édesanyja, Marcelo élettársa, szerelmes Rodrigo-ba.                                                        | Kocsis Judit       |
| Augusto Di Paolo  | Apolo Ferrer                                        | színész, Lola második férje                                                                                                 | Pálmai Szabolcs    |
| Liannet Borrego   | Verónica Alcása                                     | Debórah barátnője. | Martin Adél        |
| Mauricio Hénao    | Daniel Santacruz                                    | Laura és Marcelo fia, Andrés féltestvére, Sofia unokaöccse, Chabelita nagybátyja, Adela barátja és gyermekének mostohaapja. | Markovics Tamás    |
| Roberto Huicochea | José "Pepe" Linares                                 | Adela nagyapja, Chabela legjobb barátja, Etelviná-ba szerelmes.                                                             | Koncz István       |
| Rubén Morales     | Ramón Noriega                                       | Victoria férje, Debórah édesapja.                                                                                           | Bartók László      |
| Lino Martone      | Fulgencio López                                     | rendőr, szerelmes Adela-ba.                                                                                                 |                    |

### Vendég- és mellékszereplők
| Színész(nő)         | Szerepnév                       | Megjegyzés                                                           | Magyar hangok  |
| ------------------- | ------------------------------- | -------------------------------------------------------------------- | -------------- |
| Adrián Di Monte     | Papi                            | Victoria szeretője                                                   |                |
| Adriana Oliveros    | Tamara                          | prostituált, Ángel édesanyja, Marquito nagyanyja, Soledad barátnője. |                |
| Carlos Anzalotta    | Pablo Barrientos Andrés barátja |                                                                      |                |
| Cristian Adrian     | Javier Miguel unokatestvére     |                                                                      |                |
| Cyril Serrao        | Willy                           |                                                                      |                |
| Duvier Poviones     | Mike Mendez                     | Sofia nyomozója                                                      |                |
| Eduardo Caprile     | Manuel Carrera                  | Andrés barátja                                                       |                |
| Elioret Silva       | Dimas                           | Tiberio testőre                                                      |                |
| Enrique Herrera     | Tom Velasquez                   | bíró                                                                 |                |
| Frank Guzmán        | Hugo                            | bűnöző                                                               |                |
| Freddy Viquez       | Freddy Viquez                   |                                                                      |                |
| Gilberto Santa Rosa | Önmaga                          | Andrés barátja                                                       |                |
| Gladys Yañez        | Consuelo                        | cseléd a Santacruz-házban.                                           | Bessenyei Emma |
| Guadalupe Hernandez | Weseslau                        | Jennifer férje.                                                      |                |
| Hector Alejanro     | Francisco Lopez Glen            |                                                                      | Imre István    |
| Helmy Lavezarri     | Dora                            | titkárnő az Exportex-nél.                                            |                |
| Jacqueline Márquez  | Jennifer Dupond                 | Apolo szeretője, Weseslau felesége.                                  | Sallai Nóra    |
| Jorge Luis Portales | Jimmy                           | rab a börtönben                                                      |                |
| Juan Troya          | dr. Carlos Medina               | Diógenes orvosa.                                                     |                |
| Laura Ferreti       | Elvira Duval                    |                                                                      |                |
| Luis Arturo Ruiz    | Mario                           | rendőrség                                                            |                |
| Luke Grande         | Tito                            | bártulajdonos                                                        |                |
| Miguel Colon        | Miguel Martinez                 | testőr az Exportex-nél.                                              |                |
| Monolo Coego Jr     | dr. Ramiro Pantoja              | orvos                                                                |                |
| Nicolás Terán       | Carlos Mora                     | rendőr                                                               |                |
| Omar Fabel          | León Almeteros                  | Andrés barátja                                                       |                |
| Omar Nassar         | Roberto Miraval "Bobby"         | Tiberió alkalmazottja                                                |                |
| Patricia Noguera    | Yolanda                         | ápolónő                                                              |                |
| Patricio Doren      | Mike Correra                    | rendőr, Tiberió bűntársa                                             |                |
| Ramon Morell        | Londoño                         | bíró                                                                 |                |
| Reinaldo Cruz       | Felix Hernández                 | bűnöző, Ángel alkalmazottja                                          |                |
| Tamara Melian       | Rosa de Francia                 | Lola cselédje                                                        |                |
| Vannessa Nevader    | Vanessa                         | prostituált.                                                         |                |
| Carlos Pítela       |                                 |                                                                      |                |
| Charly Peña         |                                 |                                                                      |                |
| Hector Zavaleta     |                                 |                                                                      |                |
| Hely Ferrigny       |                                 |                                                                      |                |
| Julio Torresoto     |                                 |                                                                      |                |
| Marina Catalán      |                                 |                                                                      |                |
| Orlando Casín       |                                 |                                                                      |                |
| Oscar Diaz          |                                 |                                                                      |                |
| Raul Arietta        |                                 |                                                                      |                |
| Vanessa Apolito     |                                 |                                                                      |                |
| Adela Morice        |                                 |                                                                      |                |

## Díjak
A Premios tu mundo 2012-es díjátadón a Mi Corazón Insiste 8 jelölésből 4 díjat nyert:
| Kategória                        | Jelölt(ek)                            | Eredmény |
| -------------------------------- | ------------------------------------- | -------- |
| Az év telenovellája              | Mi Corazón Insiste                    | Nyert    |
| Kedvenc férfi főszereplő         | Jencarlos Canela                      | Nyert    |
| A legjobb főgonosz(nő)           | Ana Layevska                          | Jelölt   |
| A legjobb női mellékszereplő     | Katie Barberi                         | Jelölt   |
| A tökéletes pár                  | Carmen Villalobos és Jencarlos Canela | Jelölt   |
| A legjobb csók                   | Carmen Villalobos és Jencarlos Canela | Jelölt   |
| A legjobb gonosz szerencse videó | A család tönkreteszi Lola esküvőjét   | Nyert    |
| A legjobb telenovella betétdal   | Jencarlos Canela:Mi Corazón Insiste   | Nyert    |

## A sorozat sugárzása a nagyvilágban
- Amerikai Egyesült Államok - Mi Corazón Insiste...en Lola Volcán - Telemundo
- Honduras - Mi Corazón Insiste...en Lola Volcán - HTV - Honduras Television
- Nicaragua - Mi Corazón Insiste...en Lola Volcán - Televicentro
- Grúzia - მიყვარხარ ლოლა - Rustavi 2
- Albánia - Zemra rreh vetëm për Lolën - Top-Channel
- Románia - Lola - Acasă TV
- Costa Rica - Mi Corazón Insiste...en Lola Volcán - Teletica
- Szerbia - Moje srce kuca za Lolu - RTV Pink, Pink Soap
- Bosznia-Hercegovina - Moje srce kuca za Lolu - Pink BH
- Montenegró - Moje srce kuca za Lolu - Pink M
- Izrael - לאהוב את לולה - Viva+
- Moldova - Моё сердце настаивает - 2 Plus
- Örményország - Սիրահար սիրտը - Shanttv

## Fordítás
- Ez a szócikk részben vagy egészben  a   Mi Corazón Insiste en Lola Volcán című angol Wikipédia-szócikk fordításán alapul.  Az eredeti cikk szerkesztőit annak laptörténete sorolja fel. Ez a jelzés csupán a megfogalmazás eredetét és a szerzői jogokat jelzi, nem szolgál a cikkben szereplő információk forrásmegjelöléseként.